# Thaweekun Thong-on
Thaweekun Thong-on (Thai: ทวีคูณ ทองอ่อน; * 1. März 1998 in Ubon Ratchathani), auch als Naem bekannt, ist ein thailändischer Fußballspieler.

## Karriere
Das Fußballspielen erlernte Thaweekun Thong-on bis 2016 in der Ubon Rachathani Sports School in Ubon Ratchathani. Seinen ersten Vertrag unterschrieb er beim Erstligisten Ubon United. Hier spielte er bis Juli 2019. Für Ubon absolvierte er 32 Spiele und schoss dabei vier Tore. Im Juli 2019 wechselte er zum Erstligisten Samut Prakan City FC unter Vertrag. Für den Verein aus Samut Prakan absolvierte er ein Erstligaspiele. Anfang 2020 unterschrieb er einen Vertrag beim Drittligisten Muangkan United FC in Kanchanaburi. Der Verein spielt in der dritten Liga, der Thai League 3. Mit Muangkan spielte er in der Western Region der dritten Liga. Am Ende der Saison wurde er mit dem Verein Meister der Region. In den Aufstiegsspielen zur zweiten Liga wurde belegte man den zweiten Platz und stieg somit in die zweite Liga auf. Nach dem Aufstieg wechselte er im Juni 2021 zum Drittligisten Ubon Kruanapat FC nach Ubon Ratchathani. Mit Ubon trat er in der North/Eastern Region der Liga an. Zur Rückrunde 2021/22 verpflichtete ihn der Zweitligist Customs Ladkrabang United FC. Hier kam er in zwei Ligaspielen zum Einsatz. Im August 2022 verpflichtete ihn der Drittligist Sisaket United FC. Mit dem Klub aus Sisaket spielte er 23-mal in der North/Eastern Region der Liga. Im Sommer 2023 wechselte er zum Ligakonkurrenten Ubon Kruanapat FC. Hier bestritt er 13 Ligaspiele. Im Sommer 2024 wurde er von seinem ehemaligen Verein, den Zweitligaaufsteiger Sisaket United unter Vertrag genommen.

## Erfolge
Muangkan United FC
- Thai League 3 – West: 2020/21
- Thai League 3 – National Championship: 2020/21 (2. Platz)  ▲